# Rigidoporus cinereus
Rigidoporus cinereus är en svampart som beskrevs av Núñez & Ryvarden 1999. Rigidoporus cinereus ingår i släktet Rigidoporus och familjen Meripilaceae.   Inga underarter finns listade i Catalogue of Life.